# Verein für Leibesübungen Wolfsburg 2014-2015 (femminile)
Questa voce raccoglie le informazioni riguardanti la squadra femminile del Verein für Leibesübungen Wolfsburg nelle competizioni ufficiali della stagione 2014-2015.

## Stagione
La stagione 2014-2015 della squadra femminile del VfL Wolfsburg, sempre affidata al teccnico Ralf Kellermann, è iniziata con le partenze del difensore Josephine Henning, trasferitasi alle francesi del Paris Saint-Germain, e della centrocampista Ivonne Hartmann, che ha firmato con lo Jena. La campagna acquisti ha interessato nella sessione estiva i reparti difensivo e di centrocampo, con l'arrivo di Babett Peter dal 1. FFC Francoforte per il primo e di Vanessa Bernauer, che raggiunge la connazionale Noelle Maritz, la danese Caroline Graham Hansen e Isabel Kerschowski, rispettivamente da Cloppenburg, Stabæk campionato norvegese, e Bayer Leverkusen. In seguito, durante la sessione invernale, si uniranno alla squadra anche Julia Šimić, dal Turbine Potsdam, nel reparto centrale, e l'attaccante Yūki Ogimi, nazionale giapponese campione del mondo a Germania 2011, dalle inglesi del Chelsea.

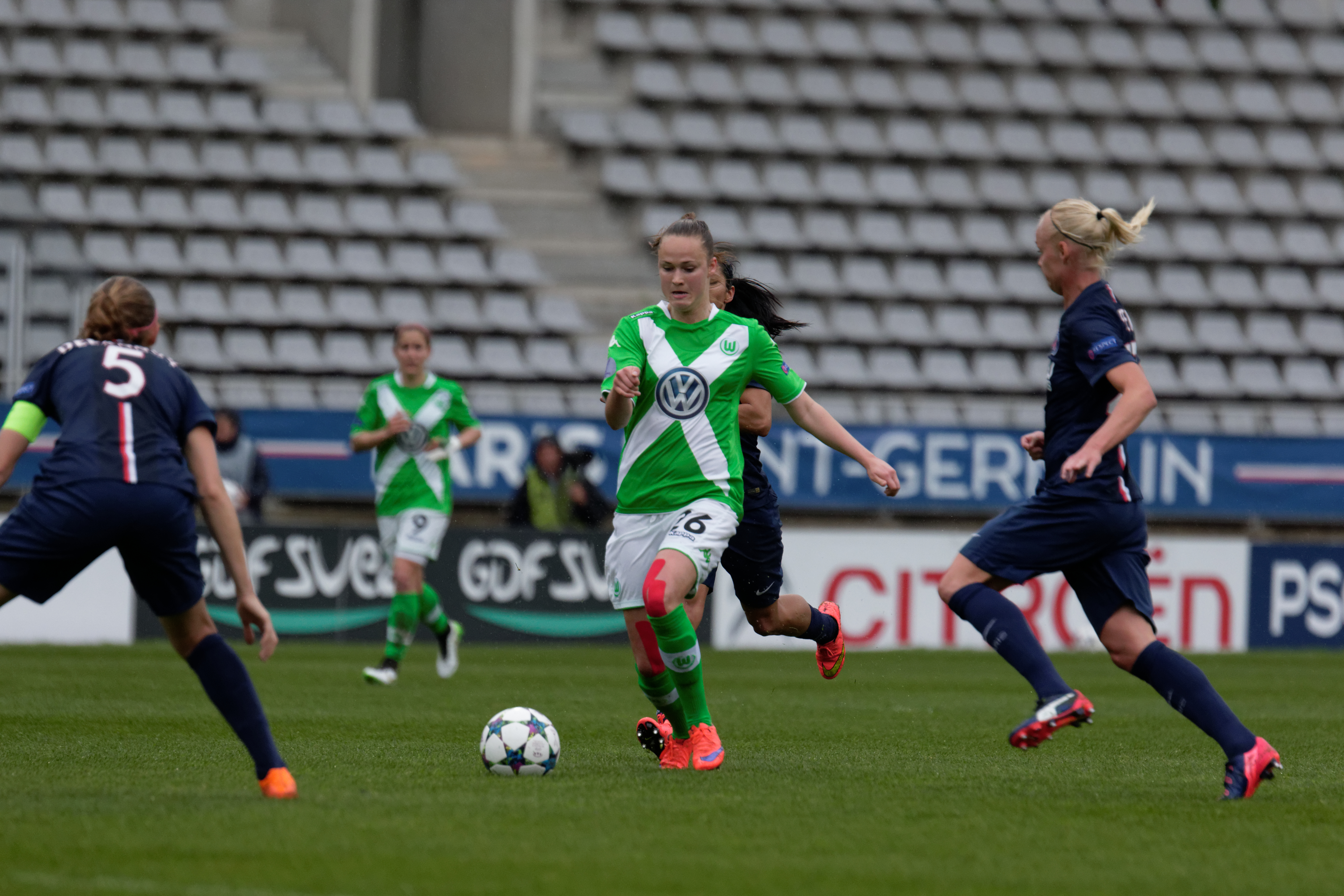
La danese Caroline Graham Hansen (26) al centro dell'azione di gioco durante la partita di UEFA Women's Champions League Paris Saint-Germain-Wolfsburg del 26 aprile 2015.

In Frauen-Bundesliga il Wolfsburg ha concluso al secondo posto, di un solo punto alle spalle del Bayern Monaco, guadagnando l'accesso alla UEFA Women's Champions League con due punti di vantaggio sull'1. FFC Francoforte. Il campionato è stato concluso con 55 punti, frutto di 17 vittorie, 4 pareggi e una sola sconfitta, quella patita in trasferta alla 17ª giornata con il risultato di 2-0 per le padrone di casa del Turbine Potsdam. Capocannoniere della squadra è Alexandra Popp, con 13 reti in campionato, terzo posto della classifica marcatrici dietro a Célia Šašić (21) e Kerstin Garefrekes (15), entrambe dell'1. FFC Francoforte, alle quali si aggiungono altri 6 centri nelle altre competizioni.
In Coppa di Germania (DFB-Pokal der Frauen), la squadra si aggiudica il suo secondo titolo nella sua storia sportiva, bissando quello dell'edizione 2012-2013 non senza qualche apprensione. Dopo aver superato con tranquillità il secondo turno e qui ottavi di finale, battendo prima l'Holstein Kiel per 5-1 e poi il Cloppenburg con un rotondo 8-0, sia ai quarti che in semifinale per il passaggio del turno deve ricorrere ai tempi supplementari, con il Sand (2-1) e il Friburgo (4-2). Giunta alla finale del 1º maggio 2015, davanti ai 19 204 spettatori del RheinEnergieStadion di Colonia riscatta l'unica sconfitta in campionato vincendo per 3-0 l'incontro con il Turbine Potsdam, grazie alla doppietta di Müller, 13' e 61' su rigore, e Popp, che fissa il risultato al 70'.
In UEFA Women's Champions League il Wolfsburg viene eliminato alle semifinali dalle francesi del Paris Saint-Germain, dopo che non sono riuscite a ribaltare il 2-0 subito dalla squadra parigina all'andata, andando sì a segno per due volte ma partendo da una rete subita già in avvio della gara di ritorno, al 6', da parte di Aurélie Kaci. Nei turni precedenti il Wolfsburg aveva eliminato in sequenza: le norvegesi dello Stabæk ai sedicesimi, le austriache del Neulengbach agli ottavi e le svedesi del Rosengård ai quarti.

## Divise e sponsor
Le tenute di gioco sono le stesse del Wolfsburg maschile. Il main sponsor era l'azienda proprietaria della società, la casa automobilistica Volkswagen tramite l'iconico marchio VW stampato sulla parte anteriore della maglietta, mentre quello tecnico, fornitore delle tenute di gioco, era Kappa.
| Casa | Trasferta | Terza tenuta |

## Organigramma societario
Area tecnica
- Allenatore: Ralf Kellermann
- Vice allenatore: Britta Carlson
- Vice allenatore: Ariane Hingst
- Vice allenatore: Frank Pichatzek
- Preparatore dei portieri: Fabian Lucas

## Rosa
Rosa, ruoli e numeri di maglia come da sito della federazione tedesca.
| N. |                     | Ruolo | Calciatrice              |
| -- | ------------------- | ----- | ------------------------ |
| 1  | Germania (bandiera) | P     | Almuth Schult            |
| 2  | Germania (bandiera) | D     | Luisa Wensing            |
| 3  | Ungheria (bandiera) | C     | Zsanett Jakabfi          |
| 4  | Svezia (bandiera)   | D     | Nilla Fischer            |
| 5  | Germania (bandiera) | D     | Johanna Tietge           |
| 6  | Germania (bandiera) | D     | Maren Tetzlaff           |
| 7  | Germania (bandiera) | C     | Viola Odebrecht          |
| 8  | Germania (bandiera) | D     | Babett Peter             |
| 9  | Germania (bandiera) | C     | Anna Blässe              |
| 10 | Germania (bandiera) | C     | Selina Wagner            |
| 11 | Germania (bandiera) | A     | Alexandra Popp           |
| 12 | Germania (bandiera) | P     | Jana Burmeister          |
| 13 | Germania (bandiera) | C     | Nadine Keßler (capitano) |
| 14 | Germania (bandiera) | C     | Lina Magull              |
| 15 | Germania (bandiera) | A     | Jasmin Sehan             |

| N. |                     | Ruolo | Calciatrice            |
| -- | ------------------- | ----- | ---------------------- |
| 16 | Svizzera (bandiera) | D     | Noelle Maritz          |
| 17 | Germania (bandiera) | D     | Laura Vetterlein       |
| 18 | Svizzera (bandiera) | C     | Vanessa Bernauer       |
| 19 | Germania (bandiera) | D     | Michaela Brandenburg   |
| 19 | Giappone (bandiera) | A     | Yūki Ōgimi             |
| 20 | Germania (bandiera) | D     | Stephanie Bunte        |
| 22 | Germania (bandiera) | D     | Verena Faißt           |
| 23 | Serbia (bandiera)   | A     | Jovana Damnjanović     |
| 24 | Germania (bandiera) | D     | Maria-Joelle Wedemeyer |
| 25 | Germania (bandiera) | A     | Martina Müller         |
| 26 | Norvegia (bandiera) | C     | Caroline Graham Hansen |
| 27 | Germania (bandiera) | C     | Isabel Kerschowski     |
| 28 | Germania (bandiera) | C     | Lena Goeßling          |
| 29 | Germania (bandiera) | P     | Merle Frohms           |
| 31 | Germania (bandiera) | C     | Julia Šimić            |

## Calciomercato

### Sessione estiva
| Acquisti | Acquisti               | Acquisti           | Acquisti                  |
| R.       | Nome                   | da                 | Modalità                  |
| -------- | ---------------------- | ------------------ | ------------------------- |
| D        | Babett Peter           | 1. FFC Francoforte |                           |
| C        | Vanessa Bernauer       | Cloppenburg        |                           |
| C        | Caroline Graham Hansen | Stabæk             |                           |
| C        | Isabel Kerschowski     | Bayer Leverkusen   |                           |
| C        | Jasmin Sehan           | Wolfsburg          | Aggregata dalle giovanili |

| Cessioni | Cessioni          | Cessioni            | Cessioni |
| R.       | Nome              | a                   | Modalità |
| -------- | ----------------- | ------------------- | -------- |
| D        | Josephine Henning | Paris Saint-Germain |          |
| C        | Ivonne Hartmann   | Jena                |          |

### Sessione invernale
| Acquisti | Acquisti    | Acquisti        | Acquisti |
| R.       | Nome        | da              | Modalità |
| -------- | ----------- | --------------- | -------- |
| C        | Julia Šimić | Turbine Potsdam |          |
| A        | Yūki Ogimi  | Chelsea         |          |

| Cessioni | Cessioni | Cessioni | Cessioni |
| R.       | Nome     | a        | Modalità |
| -------- | -------- | -------- | -------- |
|          |          |          |          |

## Risultati

### Frauen-Bundesliga

#### Girone di andata
| Arbitro: | Wozniak (Herne) |

|                                           |           |  |
| Bernauer 29’ Müller 74’ Graham Hansen 80’ | Marcatori |  |

| Arbitro: | Haider (Roth) |

|  |           |                  |
|  | Marcatori | 2’ (aut.) Demann |

| Arbitro: | Söder (Ingolstadt) |

|  |           |                           |
|  | Marcatori | 4’, 65’ Bernauer 89’ Popp |

| Wolfsburg 24 settembre 2014, ore 18:00 CEST 4ª giornata | Wolfsburg           | 0 – 0 referto | Bayern Monaco | VfL-Stadion am Elsterweg (1 781 spett.)\| Arbitro: \| Rafalski (Baunatal) \| |
| Arbitro:                                                | Rafalski (Baunatal) |               |               |                                                                              |

| Arbitro: | Wacker (Marbach am Neckar) |

|  |           |                                       |
|  | Marcatori | 44’ Müller 57’ Graham Hansen 89’ Popp |

| Arbitro: | Biehl (Siesbach) |

|                     |           |            |
| Popp 31’ Müller 88’ | Marcatori | 16’ Añonma |

| Arbitro: | Westerhoff (Bochum) |

|  |           |                                                       |
|  | Marcatori | 12’ Bernauer 32’ Graham Hansen 81’ (rig.), 86’ Magull |

| Wolfsburg 19 ottobre 2014, ore 14:00 CEST 8ª giornata | Wolfsburg           | 0 – 0 referto | Jena | VfL-Stadion am Elsterweg (2 188 spett.)\| Arbitro: \| Kurtes (Düsseldorf) \| |
| Arbitro:                                              | Kurtes (Düsseldorf) |               |      |                                                                              |

| Arbitro: | Derlin (Bad Schwartau) |

|  |           |                                                                                                   |
|  | Marcatori | 6’, 59’ Blässe 36’ (aut.) Wermelt 56’ Bunte 63’ (rig.) Müller 75’ Magull 90’ (rig.) Graham Hansen |

| Arbitro: | Stolz (Pritzwalk) |

|                                         |           |  |
| Bernauer 2’ Goeßling 4’ Müller 42’, 74’ | Marcatori |  |

| Arbitro: | Müller-Schmäh (Potsdam) |

|                         |           |  |
| Müller 32’ Goeßling 43’ | Marcatori |  |

#### Girone di ritorno
| Arbitro: | Heimann (Gladbeck) |

|  |           |               |
|  | Marcatori | 29’, 39’ Popp |

| Arbitro: | Biehl (Siesbach) |

|                                     |           |  |
| Goeßling 26’ Wensing 34’ Müller 54’ | Marcatori |  |

| Arbitro: | Rafalski (Baunatal) |

|                                                        |           |  |
| Müller 32’ (rig.), 85’ Goeßling 47’ Popp 70’ Ōgimi 76’ | Marcatori |  |

| Monaco di Baviera 22 febbraio 2015, ore 14:00 CET 15ª giornata | Bayern Monaco    | 0 – 0 referto | Wolfsburg | Stadion an der Grünwalder Straße (2 721 spett.)\| Arbitro: \| Biehl (Siesbach) \| |
| Arbitro:                                                       | Biehl (Siesbach) |               |           |                                                                                   |

| Arbitro: | Illing (Limbach-Oberfrohna) |

|                                                                                   |           |  |
| Bernauer 2’ Wensing 21’ Fischer 36’ Popp 47’ Jakabfi 56’ Goeßling 66’ (rig.), 76’ | Marcatori |  |

| Arbitro: | Wolk (Worms) |

|                         |           |  |
| Añonma 78’ Andonova 88’ | Marcatori |  |

| Arbitro: | Stolz (Pritzwalk) |

|                             |           |  |
| Graham Hansen 40’ Ōgimi 56’ | Marcatori |  |

| Arbitro: | Wozniak (Herne) |

|  |           |                                         |
|  | Marcatori | 4’, 69’ Popp 25’ Magull 90’ Kerschowski |

| Arbitro: | Derlin (Bad Schwartau) |

|                                                                                               |           |  |
| Graham Hansen 10’, 40’ Ōgimi 12’, 89’ Popp 23’, 35’ Magull 30’ Kerschowski 42’, 87’ Šimić 53’ | Marcatori |  |

| Arbitro: | Stolz (Pritzwalk) |

|  |           |                                     |
|  | Marcatori | 5’ Bernauer 54’, 64’ Popp 66’ Ōgimi |

| Arbitro: | Illing (Limbach-Oberfrohna) |

|            |           |            |
| Boquete 6’ | Marcatori | 54’ Müller |

### DFB-Pokal der Frauen
| Arbitro: | Derlin (Bad Schwartau) |

|               |           |                                                                  |
| Timmermann 8’ | Marcatori | 16’, 53’ Wagner 52’ Graham Hansen 57’ Damnjanović 90+1’ Bernauer |

| Arbitro: | Westerhoff (Bochum) |

|                                                                                     |           |  |
| Fischer 33’ Popp 45’ Goeßling 48’ Damnjanović 69’, 71’, 81’ Müller 78’ Bernauer 89’ | Marcatori |  |

| Arbitro: | Rafalski (Baunatal) |

|                         |           |             |
| Jakabfi 69’ Müller 117’ | Marcatori | 90+1’ Stott |

| Arbitro: | Rafalski (Baunatal) |

|                          |           |                                                       |
| Clark 61’ Hegenauer 112’ | Marcatori | 48’ Fischer 104’ Ogimi 108’ Graham Hansen 120’ Blässe |

| Arbitro: | Moiken Wolk (Worms) |

|  |           |                                 |
|  | Marcatori | 13’, 61’ (rig.) Müller 70’ Popp |

### UEFA Women's Champions League
| Arbitro: | Jana Adámková |

|  |           |             |
|  | Marcatori | 56’ Fischer |

| Arbitro: | Gyöngyi Gaál |

|                        |           |          |
| Graham Hansen 12’, 84’ | Marcatori | 56’ Wiik |

| Arbitro: | Efthalia Mitsi |

|  |           |                                               |
|  | Marcatori | 16’, 79’ Müller 63’ (aut.) Vojteková 81’ Popp |

| Arbitro: | Teodora Albon |

|                                                                    |           |  |
| Magull 3’, 32’ Popp 24’ Wagner 63’, 65’ Fischer 89’ Bernauer 90+1’ | Marcatori |  |

| Arbitro: | Stéphanie Frappart |

|           |           |           |
| Faißt 66’ | Marcatori | Marta 56’ |

| Arbitro: | Esther Staubli |

|                                          |           |                        |
| Marta 24’ Mittag 42’ Gunnarsdóttir 90+3’ | Marcatori | 4’, 81’ Popp 55’ Peter |

| Arbitro: | Pernilla Larsson |

|  |           |                                    |
|  | Marcatori | 12’ (rig.) Delannoy 26’ Cruz Traña |

| Arbitro: | Kateryna Monzul' |

|         |           |                        |
| Kaci 6’ | Marcatori | 71’ Müller 74’ Jakabfi |

## Statistiche

### Statistiche di squadra
| Competizione         | Punti | In casa | In casa | In casa | In casa | In casa | In casa | In trasferta | In trasferta | In trasferta | In trasferta | In trasferta | In trasferta | Totale | Totale | Totale | Totale | Totale | Totale | DR  |
| Competizione         | Punti | G       | V       | N       | P       | Gf      | Gs      | G            | V            | N            | P            | Gf           | Gs           | G      | V      | N      | P      | Gf     | Gs     | DR  |
| -------------------- | ----- | ------- | ------- | ------- | ------- | ------- | ------- | ------------ | ------------ | ------------ | ------------ | ------------ | ------------ | ------ | ------ | ------ | ------ | ------ | ------ | --- |
| Frauen-Bundesliga    | 55    | 11      | 9       | 2       | 0       | 38      | 1       | 11           | 8            | 2            | 1            | 29           | 3            | 22     | 17     | 4      | 1      | 67     | 4      | +63 |
| DFB-Pokal der Frauen | -     | -       | -       | -       | -       | -       | -       | -            | -            | -            | -            | -            | -            | 5      | 5      | 0      | 0      | 22     | 4      | +18 |
| Champions League     | -     | 4       | 2       | 1       | 1       | 10      | 4       | 4            | 3            | 1            | 0            | 10           | 4            | 8      | 5      | 2      | 1      | 20     | 8      | +12 |
| Totale               | -     | -       | -       | -       | -       | -       | -       | -            | -            | -            | -            | -            | -            | 35     | 27     | 6      | 1      | 109    | 16     | +93 |

### Andamento in campionato
| Giornata  | 1 | 2 | 3 | 4 | 5 | 6 | 7 | 8 | 9 | 10 | 11 | 12 | 13 | 14 | 15 | 16 | 17 | 18 | 19 | 20 | 21 | 22 |
| --------- | - | - | - | - | - | - | - | - | - | -- | -- | -- | -- | -- | -- | -- | -- | -- | -- | -- | -- | -- |
| Luogo     | C | T | T | C | T | C | T | C | T | C  | C  | T  | C  | C  | T  | C  | T  | C  | T  | C  | T  | T  |
| Risultato | V | V | V | N | V | V | V | N | V | V  | V  | V  | V  | V  | N  | V  | P  | V  | V  | V  | V  | V  |
| Posizione | 2 | 2 | 1 | 2 | 2 | 1 | 1 | 2 | 2 | 2  | 1  | 1  | 1  | 1  | 1  | 1  | 1  | 1  | 1  | 1  | 1  | 2  |

Legenda:

Luogo: C = Casa; T = Trasferta. Risultato: V = Vittoria; N = Pareggio; P = Sconfitta.

### Statistiche delle giocatrici
| Giocatore        | Frauen-Bundesliga | Frauen-Bundesliga | Frauen-Bundesliga | Frauen-Bundesliga | DFB-Pokal der Frauen | DFB-Pokal der Frauen | DFB-Pokal der Frauen | DFB-Pokal der Frauen | Champions League | Champions League | Champions League | Champions League | Totale   | Totale | Totale      | Totale     |
| Giocatore        | Presenze          | Reti              | Ammonizioni       | Espulsioni        | Presenze             | Reti                 | Ammonizioni          | Espulsioni           | Presenze         | Reti             | Ammonizioni      | Espulsioni       | Presenze | Reti   | Ammonizioni | Espulsioni |
| ---------------- | ----------------- | ----------------- | ----------------- | ----------------- | -------------------- | -------------------- | -------------------- | -------------------- | ---------------- | ---------------- | ---------------- | ---------------- | -------- | ------ | ----------- | ---------- |
| V. Bernauer      | 19                | 7                 | 2                 | 0                 | 5                    | 2                    | 1                    | 0                    | 8                | 1                | 1                | 0                | 32       | 10     | 4           | 0          |
| A. Blässe        | 20                | 2                 | 2                 | 0                 | 5                    | 1                    | 1                    | 0                    | 8                | 0                | 1                | 0                | 33       | 3      | 4           | 0          |
| M. Brandenburg   | -                 | -                 | -                 | -                 | 1                    | 0                    | 0                    | 0                    | -                | -                | -                | -                | 1        | 0      | 0           | 0          |
| S. Bunte         | 14                | 1                 | 1                 | 0                 | 4                    | 0                    | 0                    | 0                    | 1                | 0                | 0                | 0                | 19       | 1      | 1           | 0          |
| J. Burmeister    | -                 | -                 | -                 | -                 | -                    | -                    | -                    | -                    | -                | -                | -                | -                | -        | -      | -           | -          |
| J. Damnjanović   | 3                 | 0                 | 0                 | 0                 | 2                    | 4                    | 0                    | 0                    | 1                | 0                | 0                | 0                | 6        | 4      | 0           | 0          |
| V. Faißt         | 15                | 0                 | 1                 | 0                 | 4                    | 0                    | 0                    | 0                    | 6                | 1                | 0                | 0                | 25       | 1      | 1           | 0          |
| N. Fischer       | 22                | 1                 | 1                 | 0                 | 4                    | 2                    | 0                    | 0                    | 5                | 1                | 0                | 0                | 31       | 4      | 1           | 0          |
| M. Frohms        | 0                 | 0                 | 0                 | 0                 | 2                    | -1                   | 0                    | 0                    | 1                | -2               | 0                | 0                | 3        | -3     | 0           | 0          |
| L. Goeßling      | 17                | 6                 | 3                 | 0                 | 3                    | 1                    | 0                    | 0                    | 6                | 0                | 1                | 0                | 26       | 7      | 4           | 0          |
| C. Graham Hansen | 17                | 7                 | 2                 | 0                 | 4                    | 2                    | 2                    | 0                    | 6                | 2                | 0                | 0                | 27       | 11     | 4           | 0          |
| Z. Jakabfi       | 6                 | 1                 | 0                 | 0                 | 1                    | 1                    | 0                    | 0                    | 3                | 1                | 0                | 0                | 10       | 3      | 0           | 0          |
| I. Kerschowski   | 17                | 3                 | 0                 | 0                 | 3                    | 0                    | 0                    | 0                    | 4                | 0                | 0                | 0                | 24       | 3      | 0           | 0          |
| N. Keßler        | 1                 | 0                 | 0                 | 0                 | -                    | -                    | -                    | -                    | -                | -                | -                | -                | 1        | 0      | 0           | 0          |
| L. Magull        | 16                | 5                 | 0                 | 0                 | 4                    | 0                    | 0                    | 0                    | 6                | 2                | 0                | 0                | 26       | 7      | 0           | 0          |
| N. Maritz        | 17                | 0                 | 2                 | 0                 | 3                    | 0                    | 0                    | 0                    | 7                | 0                | 1                | 0                | 27       | 0      | 3           | 0          |
| M. Müller        | 21                | 11                | 0                 | 0                 | 4                    | 4                    | 1                    | 0                    | 8                | 3                | 0                | 0                | 33       | 18     | 1           | 0          |
| V. Odebrecht     | -                 | -                 | -                 | -                 | -                    | -                    | -                    | -                    | -                | -                | -                | -                | -        | -      | -           | -          |
| Y. Ogimi         | 9                 | 5                 | 0                 | 0                 | 2                    | 1                    | 0                    | 0                    | 4                | 0                | 0                | 0                | 15       | 6      | 0           | 0          |
| B. Peter         | 22                | 0                 | 1                 | 0                 | 5                    | 0                    | 0                    | 0                    | 8                | 1                | 1                | 0                | 35       | 1      | 2           | 0          |
| A. Popp          | 20                | 13                | 3                 | 0                 | 3                    | 2                    | 1                    | 0                    | 8                | 4                | 1                | 0                | 31       | 19     | 5           | 0          |
| A. Schult        | 22                | -4                | 0                 | 0                 | 3                    | -3                   | 0                    | 0                    | 7                | -6               | 0                | 0                | 32       | -13    | 0           | 0          |
| J. Šimić         | 6                 | 1                 | 0                 | 0                 | 2                    | 0                    | 0                    | 0                    | 4                | 0                | 1                | 0                | 12       | 1      | 1           | 0          |
| M. Tetzlaff      | -                 | -                 | -                 | -                 | -                    | -                    | -                    | -                    | -                | -                | -                | -                | -        | -      | -           | -          |
| J. Tietge        | -                 | -                 | -                 | -                 | 1                    | 0                    | 0                    | 0                    | -                | -                | -                | -                | 1        | 0      | 0           | 0          |
| L. Vetterlein    | -                 | -                 | -                 | -                 | -                    | -                    | -                    | -                    | -                | -                | -                | -                | -        | -      | -           | -          |
| S. Wagner        | 8                 | 0                 | 0                 | 0                 | 2                    | 2                    | 0                    | 0                    | 4                | 2                | 0                | 0                | 14       | 4      | 0           | 0          |
| M. Wedemeyer     | 1                 | 0                 | 0                 | 0                 | -                    | -                    | -                    | -                    | -                | -                | -                | -                | 1        | 0      | 0           | 0          |
| L. Wensing       | 15                | 2                 | 0                 | 0                 | 3                    | 0                    | 0                    | 0                    | 4                | 0                | 0                | 0                | 22       | 2      | 0           | 0          |